# Willochra
De Willochra of RMS Fort Victoria was een passagiersschip dat de verbinding onderhield op de lijn Bermuda en New York.
De Willochra was gedurende de Eerste Wereldoorlog een troepenschip dat voer tussen Amerika, Australië en Nieuw-Zeeland. In 1919 werd het verkocht aan de rederij Furness, Withy and Company gevestigd te Londen.
Na verbouwing werd het schip herdoopt tot Fort Victoria en als passagiersschip ingezet.

## De laatste reis
Het schip vertrok uit New York op 18 december 1929 met bemanning en een 200-tal passagiers onder het bevel van kapitein A.R. Francis.
Diezelfde dag stopte het schip aan het Ambrosekanaal omdat het omringd was door mist. Men hoorde verschillende sirenes uit verschillende richtingen maar door het slechte zicht kon men niet tijdig de plotse verschijning van de Algonquin uit Galveston voorzien. De Algonquin sneed door de romp van de Fort Victoria en het schip moest worden geëvacueerd. Beide schepen stuurden onmiddellijk noodsignalen uit waardoor de kustwacht en andere schepen alle opvarenden konden redden. De Fort Victoria zonk even later, de Algonquin had enkel wat blikschade.